# Penzigomyces parvus
Penzigomyces parvus är en svampart som först beskrevs av S. Hughes, och fick sitt nu gällande namn av Chirayathumadom Venkatachalier Subramanian 1992. Penzigomyces parvus ingår i släktet Penzigomyces, divisionen sporsäcksvampar och riket svampar.   Inga underarter finns listade i Catalogue of Life.